# Reformierte Kirche Thalkirch (Safien)

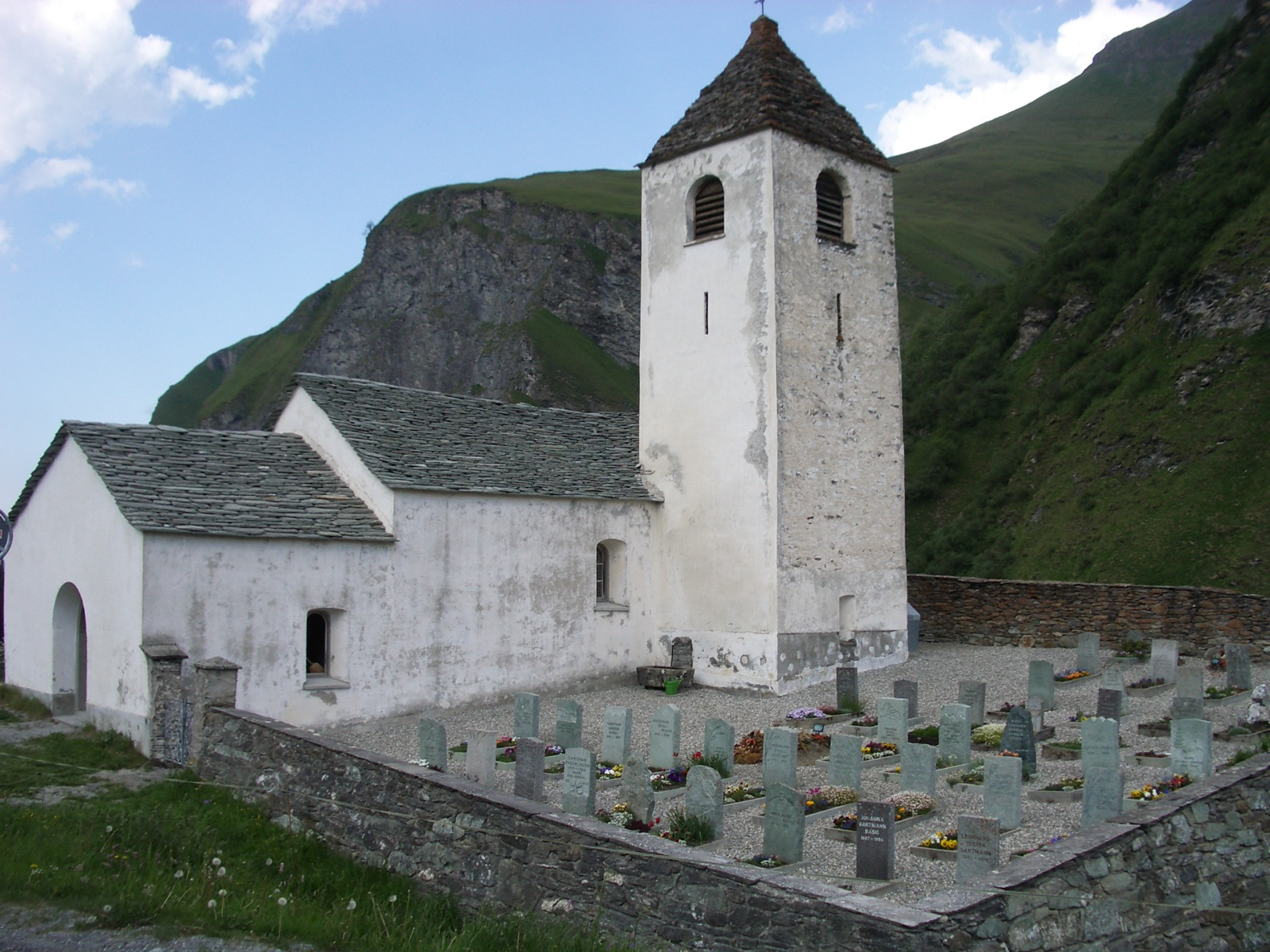
Reformierte Kirche Thalkirch

Die reformierte Kirche im zu Safien gehörenden Weiler Thalkirch im Safiental ist ein evangelisch-reformiertes Gotteshaus  unter dem Denkmalschutz des Kantons Graubünden. Zur Kirche gehört ein von einer Sichtsteinmauer umgebener Friedhof.

## Geschichte und Ausstattung
Ersturkundlich wird die Thalkircher Kirche 1441 erwähnt. Sie stand unter mehrfachem Patrozinium: Mariens, der Heiligen Drei Könige und Theoduls.
Kirchturm und Schiff weisen mittelalterliche Bausubstanz und Stilmerkmale der Romanik auf.
Das Kircheninnere wird von einem massiven Taufstein dominiert, der im Zentrum des dreiseitig geschlossenen Chores steht und der nach reformiertem Bündner Brauch zugleich als Abendmahlstisch fungiert. Auf der rechten Seite vor dem Chorbogen befindet sich seit 2005 eine Digitalorgel integriert im Bürgerstuhl.

## Kirchliche Organisation
Thalkirch gehörte traditionell mit Safien, Tenna, Versam und Valendas zu einer Pastorationsgemeinschaft und bildet seit dem 1. Januar 2013 mit diesen Dörfern die fusionierte gemeinsame Kirchgemeinde Safiental innerhalb der Evangelisch-reformierte Landeskirche Graubünden.